# 天市右垣八
天市右垣八（巨蛇座ε），也称巴，是位于巨蛇座的恒星，其视星等为3.69。